# Église de Viinijärvi
L'église de Viinijärvi (en finnois : Viinijärven kirkko) est une église située dans le village Viinijärvi à Liperi en Finlande. 

## Description
Conçue par Veikko Larkas, l'église est construite en brique et en bois en 1953.
L'église a une superficie de 250 mètres carrés et peut accueillir 350 personnes.
L'orgue à 13 jeux est fourni par la fabrique d'orgues Tuomi en 1974.
Le retable de l'église est peint par Ida Silfverberg et était à l'origine le retable de l'église de Pälkjärvi. 
Un beffroi séparé est construit en 1960 et l'aile de la maison paroissiale en 1965.
L'église de Viinijärvi était l'église principale de la paroisse de Viinijärvi. 
La congrégation s'est séparée de Liperi en 1959 et a été réintégrée dans la paroisse de Liperi en 1995 en raison de difficultés financières.
Aujourd'hui, l'église de Viinijärvi accueille une messe deux fois par mois, et l'église a des d'activités de club de quartier et de musique.